# T
Tは、ラテン文字（アルファベット）の20番目の文字。小文字はt。ギリシャ文字のΤ（タウ）に由来し、キリル文字のТに相当する。

## 字形
大文字と小文字とで異なる。

筆記体

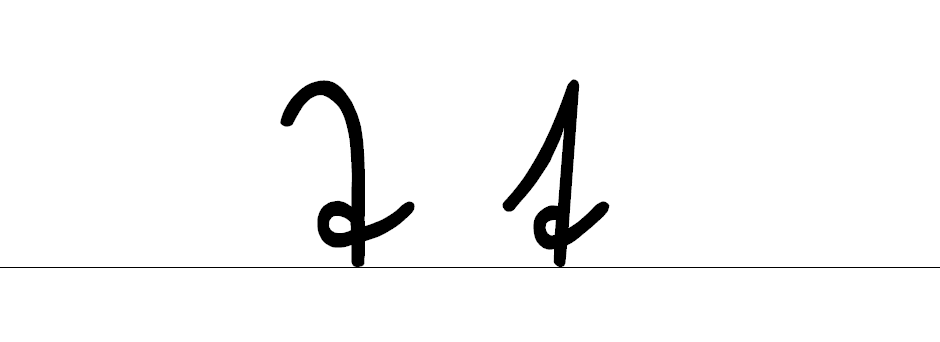
ジュッターリーン体

1. 大文字は、上に書かれた横線と、中央から下がる縦線で構成される。フラクトゥールの{\displaystyle {\mathfrak {T}}}のように、下にも短い横線が付くことがある。
2. 小文字は、大文字に似るが、2線が上部で交差する。縦線の下部はしばしば右に曲がり、折り返すことがある。フラクトゥールは{\displaystyle {\mathfrak {t}}}。筆記体では、左下から縦線につながる。筆記体は横線をあとに書くが、縦線下部から左上に折り返して横線を続けて書く場合がある。

## 呼称
- 羅・蘭・独・洪・イネ：テー
- 仏・西・土：テ
- 伊：ティ
- 英・日：tee（ティー）（IPA: /tiː/）  聞く[ヘルプ/ファイル]
- エス：トー

## 音素
この文字が表す音素は、無声歯茎破裂音 /t/ないしその類似音である。
- tiに母音字が続く場合が多く、英語ではシの子音/ʃ/(IPA) = /S/(X-SAMPA)に、フランス語では「スュィ」/sj/になる。またドイツ語では「ツィ」/tsi/になる。
- フランス語では語尾の t を黙字とする（ごく一部の単語を除く。例：Est（東）, concept, district 等）。ただし、後続の単語が母音で始まっていれば、リエゾンして発音する。
- 英語のthは、当該記事を参照のこと。
- ドイツ語のtschは/tʃ/である[1]。
- 日本語のローマ字表記ではタ行の子音に用いられる。ただし、ヘボン式では「ち」は別の子音（ch）となり、「つ」は破擦音であるためsを加えtsとなる。
- 朝鮮語のローマ字表記である文化観光部2000年式ではㅌおよび終声のㄷ（母音が後続しない場合）に用いられる。マッキューン＝ライシャワー式では語頭などの無声で発音される初声のㄷにもtを用いる。初声のㄸはどちらの方式も2つ重ねて tt となる。
- 中国語の漢語拼音では有気歯茎破裂音に用いられる。

## T の意味
- Tは、世界共通の郵便物の料金未納又は料金不足郵便物の記号として使用される。逓信省が郵便マークを一旦「丁」と発表したが、「丁」と形の似ている「T」が料金未納の意味であることが分かったので、後に「〒」の誤りと発表した、と言われている。
- 大正の略記。
- LISPで、t は真を表す。偽は nil である。
- 古代ローマ人の個人名ティトゥス (Titus) の略。
- カルテ、処方箋等で錠剤 (tablet) を表す。
- 人物のプロフィールで身長を示す。例えば T170 は身長 170cm の意味。
- 証券業界で証券コードの後に<xxxx.T>のようにつけて東京証券取引所上場企業を表す。
- アメリカンフットボールのポジションの一つであるタックル (Tackle) の略称。
- Tフォーメーション - アメリカンフットボールにおける戦略の一つ。
- アメリカのレーティング審査組織Entertainment Software Rating Boardによる13歳以上対象の表示（Teen の略）。
- 引掛形コンセント。構内電気設備配線用図記号 (JIS C 0303:2000) で用いられる。コンセントの図記号に傍記。
- タイマ付スイッチ。構内電気設備配線用図記号 (JIS C 0303:2000) で用いられる。スイッチの図記号に傍記。

### 科学・数学・単位
- 物理学などで時間 (time) を表す（変数である時間を表す場合は小文字を、定数である周期などを表す場合は大文字を用いる）。
- 物理学などで温度 (temperature) を表す。一般に大文字だが、セルシウス度は小文字、ケルビンは大文字と使い分けることもある。
- 物理学などで張力 (tension) を表す（一般に大文字を用いる）。
- 数学で三角数を表す。(Triangular number)
- 数学では、行列に付いた上付きのTは転置行列を表す。
- 論理学で真 (True)を意味する。対義語はFalse (偽, "F"と略記).
- CPUのスレッド(Thread)のこと。
- トーラス
- 接空間、接束
- テンソル代数
- t-structure（英語版）
- カジュダンの性質 (T)（英語版）
- 統計学では、t統計量。t検定参照。
- 水素の同位体トリチウム（三重水素）を表す。
- 磁束密度のSI組立単位テスラ
- T（テラ）は1012（1兆）倍を示すSI接頭語。
- 重さを表す単位 t (小文字)：トン (1 t = 1,000 kg)
- 二十九を意味する数字。三十六進法など、三十進法以上（参照: 位取り記数法#Nが十を超過）において二十九（十進法の29）を一桁で表すために用いられる。ただし、アルファベットの I と数字の 1 、およびアルファベットの O と数字の 0 が混同し易いために、アルファベットの I と O を用いないことがあり、この場合、J が十八、K が十九、…、N が二十二、P が二十三、…、T が二十七を意味する。

### 乗り物・交通
- T字路は丁字路（ていじろ）のこと。

#### 鉄道
- 鉄道の駅ナンバリングにおいて、以下の路線を表す記号。
  - JR北海道根室本線（滝川駅〜新得駅）(Takikawa)
  - 札幌市営地下鉄東西線 (Tōzai)
  - 仙台市地下鉄東西線 (Tōzai)
  - 東京メトロ東西線 (Tōzai)
  - 富山地方鉄道本線・立山線・不二越線・上滝線 (Toyama)
  - 名古屋市営地下鉄鶴舞線 (Tsurumai)
  - JR西日本和歌山線
  - 京都市営地下鉄東西線 (Tōzai)
  - WILLER TRAINS宮豊線 (miyaToyo)
  - Osaka Metro谷町線 (Tanimachi)
  - JR西日本津山線
  - JR四国高徳線 (TakamatsuTokushima)
  - 西鉄天神大牟田線 (Tenjin)
- 電車の車種を表す記号で付随車（トレーラー = 電動機も運転台もない車両）のこと。ちなみに運転台付きはTc。対義語は「M」（電動車、モーター付き車両）
- EMC製のT形ディーゼル機関車の形式名
- Tカード - かつて東京都交通局が発行・販売していた都営地下鉄・都営バス・東京都電車向けの乗車カード。

#### 自動車
- トヨタ車の形式名に於いては、以下の意味がある。
  - 1.FF方式(またはFFベースの4WD)を採用したセリカ・カリーナ・コロナ、及びその派生・後継車種(カレン・ED・EXiV・カルディナ・アベンシス・アリオン・プレミオ)を意味する車両識別記号。（例：ST182、AT210、ZZT231）
  - 2.トヨタ・T型エンジン、またはそれを搭載していることを意味する符号。（例：TE27、TA22）
- トヨタ車、日産車のエンジンにおいてターボ仕様を意味する符号。
  - トヨタの場合エンジン形式のハイフンの後につくと、ターボエンジンを意味する。（例：2E-TE、3S-GTE、2JZ-GTE）
  - 日産の場合は後ろにつく（例：SR20DET）が、ツインターボの場合は"TT"（例：RB26DETT）、ディーゼルインタークーラーターボの場合は"Ti"（例：ZD30DDTi）となる。

### 企業・ブランド
- 電気業界で東芝を表す符丁
  - 携帯電話の業界では、NTTドコモはmovaのみ「TS」を用いた。FOMA（T2101V、T-01Aなど）および他社（au・ツーカー・SoftBank）は「T」を使っている。
- アメリカ合衆国最大手の通信会社AT&Tのニューヨーク証券取引所証券コード（ティッカーシンボル）
- Tポイント及びTカードは、ファミリーマートやENEOSやTSUTAYAで利用できるカルチュア・コンビニエンス・クラブの提供するサービス。2024年4月22日に三井住友カードのサービスと統合されて、Vポイントとなった。
- 日本のプロ野球球団阪神タイガース (Tigers)、富山GRNサンダーバーズ (Thunderbirds) の略号。

### 衣料品
- Tシャツ
- Tバック（後ろから見た形がアルファベットのTの字に見える）

### 人物・その他
- T部長 - 日本テレビのプロデューサーを務めた土屋敏男（ToshioTsuchiya）を指す。『進ぬ!電波少年』などで用いられた。

## 符号位置
| 大文字 | Unicode | JIS X 0213 | 文字参照            | 小文字 | Unicode | JIS X 0213 | 文字参照            | 備考     |
| ------ | ------- | ---------- | ------------------- | ------ | ------- | ---------- | ------------------- | -------- |
| T      | U+0054  | 1-3-52     | &#x54; &#84;        | t      | U+0074  | 1-3-84     | &#x74; &#116;       |          |
| Ｔ     | U+FF34  | 1-3-52     | &#xFF34; &#65332;   | ｔ     | U+FF54  | 1-3-84     | &#xFF54; &#65364;   | 全角     |
| Ⓣ      | U+24C9  | ‐          | &#x24C9; &#9417;    | ⓣ      | U+24E3  | 1-12-52    | &#x24E3; &#9443;    | 丸囲み   |
| 🄣︎      | U+1F123 | ‐          | &#x1F123; &#127267; | ⒯      | U+24AF  | ‐          | &#x24AF; &#9391;    | 括弧付き |
| 𝐓      | U+1D413 | ‐          | &#x1D413; &#119827; | 𝐭      | U+1D42D | ‐          | &#x1D42D; &#119853; | 太字     |

## 他の表現法
| フォネティックコード | モールス符号 |
| Tango                | －           |

|        |          | ⠞    |
| 信号旗 | 手旗信号 | 点字 |

## 同名の作品
- T (織田哲郎のアルバム) - 織田哲郎のアルバム。
- T (東方神起のアルバム) - 東方神起のアルバム。
- T (玉置浩二のアルバム) - 玉置浩二のアルバム。
- YES/NO/T - 川嶋あいの楽曲。